# Гимназия «Grauen Kloster»

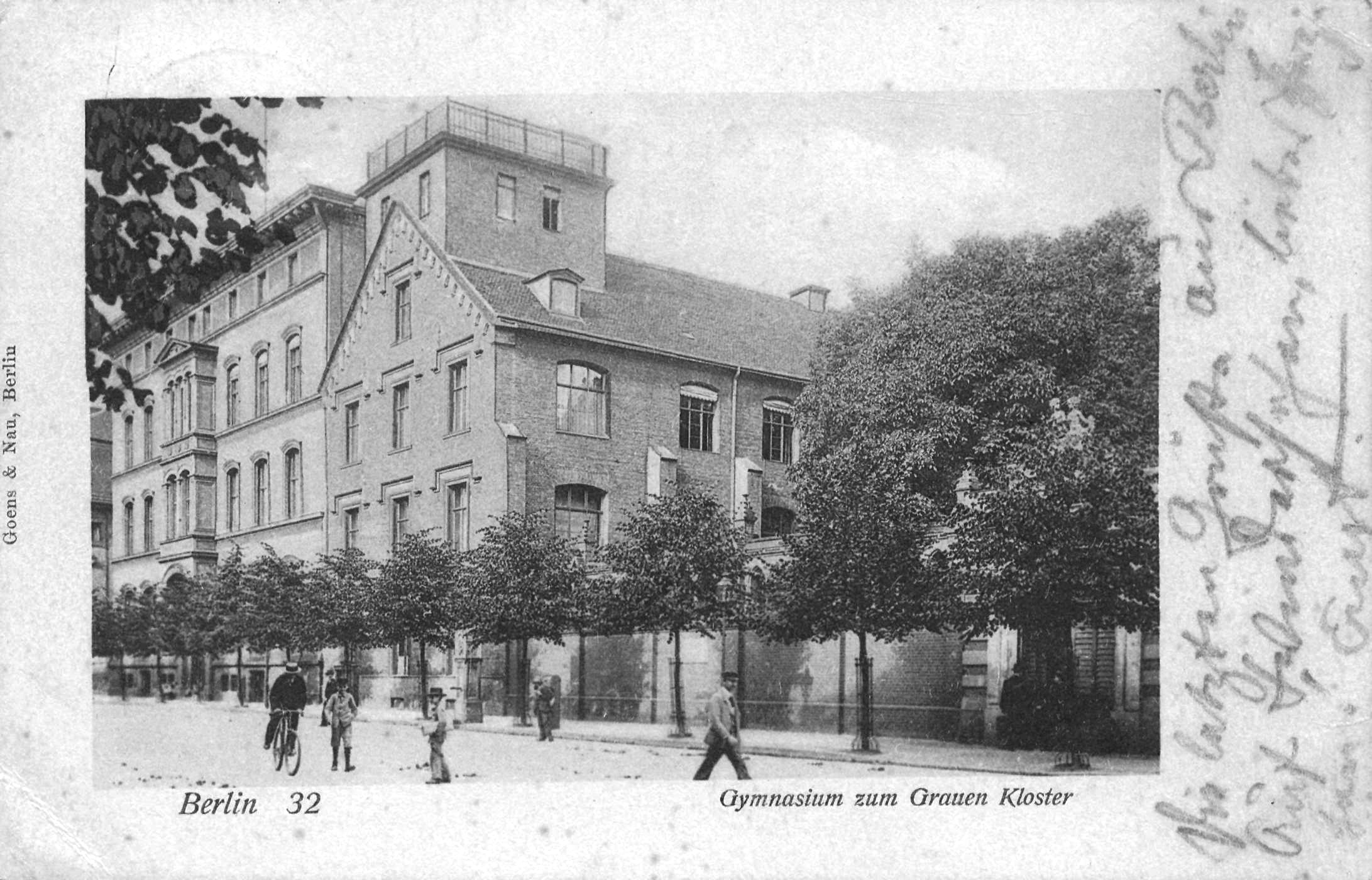
Гимназия «Grauen Kloster».

Гимназия «Grauen Kloster» — первая гимназия в Берлине.

## История
В 1271 году нищенствующий орден францисканцев основал возле городской стены Берлина (ныне — территория района Митте) монастырь, название которого, восходящее к серым одеяниям монахов-францисканцев, история сохранила как Серый монастырь (нем. Grauen Kloster). В 1539 году в рамках Реформации монастырь был распущен, но монахи получили право на пожизненное проживание в нём. После того, как последний францисканец умер в монастыре 4 января 1571 года, бранденбургский курфюрст Иоганн Георг, решил использовать монастырь в качестве гимназии, которая была открыта 13 июля 1574 года. Она стала первой государственной школой в Бранденбургском маркграфстве. В мае 1767 года, после Семилетней войны, гимназия была объединена с латинской школой Köllnischen Gymnasium (нем.) , находившейся на западном берегу Шпрее, в Кёлльне.
Около 1770 года рядом с кирхой францисканского монастыря было построено новое здание гимназии. В 1819 году, по распоряжению Фридриха Вильгельма III было построено здание, в котором расположились учебные классы, библиотека и актовый зал, оформленный в неоготическом стиле по замыслу Карла Фридриха Шинкеля. Здание гимназии и кирха были разрушены бомбами в 1945 году. Поэтому гимназия сначала переехала на Вайнмайстерштрассе, 15 (в том же районе Митте), а в 1949 году — в здание бывшего французского колледжа на Нидервалльштрассе, 6-7 (в Тиргартене). С 1958 года в этом здании находилась средняя школа № 2, а название и традиции гимназии «Grauen Kloster» в 1963 году были переданы Евангелической гимназии в Шмаргендорфе.

## Директора
- 1727—1743: Фриш, Иоганн Леонгард
- 1766—1793: Бюшинг, Антон Фридрих
- 1793—1803: Гедике, Фридрих
- 1804—1828: Беллерман, Иоганн Иоахим
- 1828—1837: Кёпке, Густав
- 1838—1845: Риббек, Август Фердинанд
- 1845—1847: Гейнзиус, Отто Фридрих Теодор
- 1847—1867: Беллерман, Иоганн Фридрих
- 1867—1875: Бониц, Герман
- 1875—1893: Гофман, Фридрих
- 1893—1911: Беллерман, Людвиг
- 1911—1922: Мартенс, Людвиг
- 1922—1933: Рейман, Арнольд
- 1933—1937: Бём, Эммануэль
- 1937—?: Варнек, Ганс

## Преподаватели
В числе преподавателей гимназии были: Г. Беллерман, А. Бёк, В. Вильманнс, Э. Грель, И.-Г. Дройзен, И. Крюгер, К.-Ф. Мориц, А. К. Наук, В. Папе, А. Цойне, Ф. Шлейермахер, Х.-Г.-Д. Штейн И.-Г. Эбелинг, Ф.-Л. Ян.

## Учащиеся
См. Выпускники гимназии «Grauen Kloster»